# Hal Smith
Harold John "Hal" Smith, född 24 augusti 1916 i Petoskey i Michigan, död 28 januari 1994 i Santa Monica i Kalifornien, var en amerikansk röstskådespelare, som bland annat gjorde rösten åt Uggla i Filmen om Nalle Puh (1977) och Oppfinnar-Jocke och Guld-Ivar Flinthjärta i Duck Tales (1987–1990). Han gjorde även Långbens röst i Musse Piggs julsaga (1983).